# Mesquita del Berrani
La mesquita el Berrani o Mesquita Exterior (àrab: الجامع البراني, al-Jāmiʿ al-Barrānī) és una mesquita històrica de la Casba d'Alger, construïda durant la regència d'Alger al 1653, per a permetre als fidels forans fer-hi les seues oracions. Llinda amb la Ciutadella d'Alger i fou inscrita, amb tota la Casba d'Alger, en la Llista del Patrimoni de la Humanitat de la UNESCO el 1992.

## Etimologia
El terme «Berrani» és una paraula àrab que significa ‘foraster; exterior’, en referència a una persona que no pertany a aquesta zona. La Mesquita el Berrani es va construir per a permetre resar als fidels de fora de la ciutadella, ja que no podien fer-ho dins a la mesquita de la Ciutadella per mesures de seguretat. Aquest nom també sorgeix per a diferenciar entre la mesquita interior i la mesquita exterior de la ciutadella.

## Història

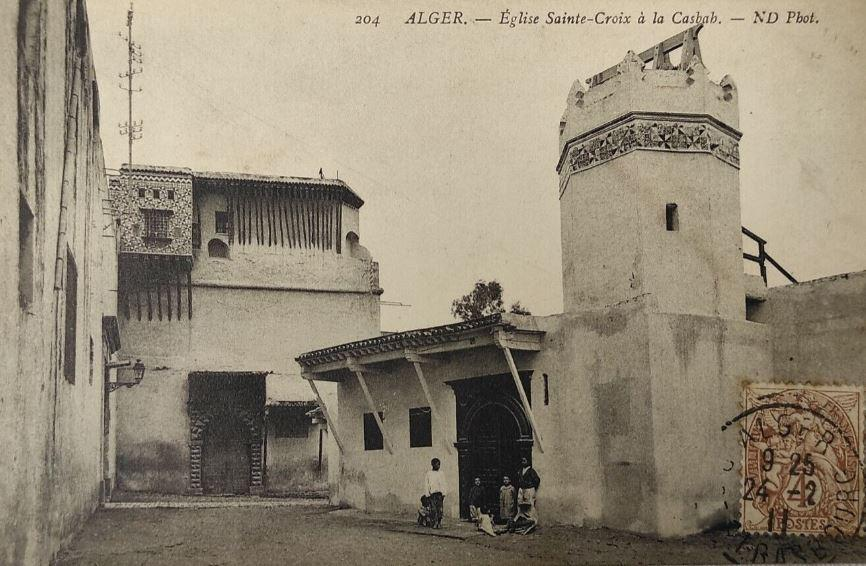
Antiga Església de Santa creu

La Mesquita el Berrani es va construir durant l'Imperi otomà, el 1653, per a permetre als fidels de fora de la ciutadella fer-hi les seues oracions. El 1818, després de la instal·lació del poder polític a la Ciutadella d'Alger, la mesquita es va ampliar per ordre del dei Ali Khodja, per a albergar el tribunal de l'agà i després fou renovada pel seu successor Hussein ibn Hussein. En els primers anys de l'Algèria sotmesa als francesos, l'edifici fou requisat i utilitzat primer com a caserna abans de ser transformat en església catòlica amb el nom d'Église Sainte-croix el 1837, per a tornar a la seua funció primera amb la independència del país el 1962.
La nit del 31 de desembre del 2016, la teulada de la mesquita s'esfondrà parcialment com a conseqüència de les filtracions d'aigua de pluja. És per això que es va tancar al culte mentre s'hi feien obres de reforç.
El 5 de març del 2024, el ministre d'Afers religiosos i waqfs, Youcef Belmehdi, supervisà la reobertura de la mesquita després d'anys de restauració. Durant la restauració, es preservà el caràcter arquitectònic islàmic original de la mesquita.

## Arquitectura
La mesquita preserva documents que mostren les escriptures de propietat, el plànol de l'edifici i els seus límits, així com dues plaques de marbre que indiquen l'any en què es va renovar i ampliar. Està construïda en estil magrebí. Té forma rectangular i quatre façanes. La façana oest es considera la principal, en què hi ha l'entrada principal que duu a la sala d'oració, amb una entrada secundària al centre de la façana sud. La façana est està envoltada d'edificis, i una part té un minaret octogonal. La sala de pregària té dotze columnes i una teulada plana de fusta. Al soterrani de la mesquita hi ha la sala d'ablucions.
Els ocupants francesos la transformaren en església catòlica el 1837, sense massa canvis en l'arquitectura bàsica, tret d'una gran creu a la part alta del minaret.